# Haplomitriopsida
Haplomitriopsida là một lớp rêu tản mới được công nhận có 15 loài được xếp vào 3 chi. Các phân tích nhánh gần đây về nhân tế bào, ti thể và lục lạp xếp chúng là một nhóm đơn ngành và là nhóm cơ sở của tất cả các loài rêu tản khác. Do đó, nhóm này cung cấp một cái nhìn độc đáo về tiến hóa thời kỳ đầu của Rêu tản nói riêng và thực vật trên cạn nói chung.

## Phân loại
Lớp Haplomitriopsida bao gồm 2 bộ, mỗi bộ có một họ. Nhóm này có tổng cộng 15 loài, được xếp vào 3 chi. Chi thứ 4, Gessella, được biết là các hóa thạch từ kỷ Permi. Thứ tự phân loại như sau::
- Bộ Haplomitriales
  - Họ Haplomitriaceae
Gessella †
Haplomitrium (8 loài)
- Bộ Treubiales
  - Họ Treubiaceae
Apotreubia (2 loài)
Treubia (6 loài)

Hóa thạch Treubiites kidstonii trước đây được so sánh với chi còn sinh tồn Treubia. Tuy nhiên, theo việc xem xét lại về vật chất, mẫu vật được xác định là giống với Blasia và không giống một chút nào với Treubia như những suy nghĩ trước đây. Theo đó, Treubiites hiện được xếp vào bộ Blasiales thay vì Haplomitriopsida.